# Franco Atchou
Franco Atchou (né le 31 décembre 1995 au Togo) est un joueur de football international togolais, qui évolue au poste de milieu de terrain.
Il a évolué avec le club du Dynamic Togolais où il a fait de nombreux exploits. Après un passage pour un essai avec le club tunisien CS Sfax en décembre 2016, le jeune Franco rejoint le Stade Malien après son retour de la CAN 2017 : il est en effet prêté en janvier de retour de la CAN au club malien Stade Malien où il a joué 2 matchs officiels et 6 matchs amicaux puis la FIFA a sanctionné le Mali et le championnat malien a été suspendu provisoirement. 
Son agent lui trouve une porte de sortie et négocie un prêt de 6 mois avec le club nigérian Enyimba FC, ce qui lui permettra d'être en compétition en attendant le mercato d'été.

## Biographie

### Carrière en sélection
Il reçoit sa première sélection en équipe du Togo le 17 octobre 2015, contre le Niger (défaite 2-0).
Il participe avec le Togo à la Coupe d'Afrique des nations 2017 organisée au Gabon.